# Pterodontia flavipes
Pterodontia flavipes is een vliegensoort uit de familie van de spinvliegen (Acroceridae). De wetenschappelijke naam van de soort is voor het eerst geldig gepubliceerd in 1832 door George Robert Gray.